# Виноградівська сільська рада (Тарутинський район)
Виногра́дівська сільська́ ра́да — адміністративно-територіальна одиниця та орган місцевого самоврядування в Тарутинському районі Одеської області. Адміністративний центр — село Виноградівка.

## Загальні відомості
Виноградівська сільська рада утворена в 1957 році.
- Територія ради: 74,48 км²
- Населення ради: 1 629 осіб (станом на 2001 рік)

## Населені пункти
Сільській раді були підпорядковані населені пункти:
- с. Виноградівка

## Населення
Згідно з переписом УРСР 1989 року чисельність наявного населення села становила 2643 особи, з яких 1264 чоловіки та 1379 жінок.
За переписом населення України 2001 року в селі мешкали 1623 особи.

### Мова
Розподіл населення за рідною мовою за даними перепису 2001 року:
| Мова       | Відсоток |
| ---------- | -------- |
| болгарська | 89,07 %  |
| українська | 4,85 %   |
| російська  | 2,52 %   |
| молдовська | 1,90 %   |
| гагаузька  | 1,53 %   |
| циганська  | 0,06 %   |

## Склад ради
Рада складалася з 20 депутатів та голови.
- Голова ради: Карастан Михайло Іванович
- Секретар ради: Кула Степанида Олександрівна

### Керівний склад попередніх скликань
| Прізвище, ім'я, по батькові | Основні відомості                                                                     | Дата обрання | Дата звільнення |
| --------------------------- | ------------------------------------------------------------------------------------- | ------------ | --------------- |
| Карастан Михайло Іванович   | Сільський голова, 1962 року народження, освіта незакінчена вища, член Партії регіонів | 26.03.2006   | 31.10.2010      |
| Карастан Михайло Іванович   | Сільський голова, 1962 року народження, освіта незакінчена вища, член Партії регіонів | 31.10.2010   |                 |

Примітка: таблиця складена за даними сайту Верховної Ради України

### Депутати
За результатами місцевих виборів 2010 року депутатами ради стали:

#### За суб'єктами висування
| Суб'єкт висування | Кількість обраних депутатів | %  |
| ----------------- | --------------------------- | -- |
| Партія регіонів   | 19                          | 95 |
| Самовисування     | 1                           | 5  |

#### За округами
| № округу        | Прізвище, ім'я, по батькові    | Дата визнання обраним | Освіта  | Партійна приналежність | Відомості про обраного депутата                                        |
| --------------- | ------------------------------ | --------------------- | ------- | ---------------------- | ---------------------------------------------------------------------- |
| Партія регіонів |                                |                       |         |                        |                                                                        |
| 1               | Андрешкова Марія Іванівна      | 03.11.2010            | вища    | позапартійна           | Виноградівська сільська рада, касир                                    |
| 2               | Бахчиванжи Надія Петрівна      | 03.11.2010            | вища    | позапартійна           | Тарутинський територіальний центр, спеціаліст                          |
| 3               | Бугор Євген Георгійович        | 03.11.2010            | вища    | позапартійний          | приватний підприємець                                                  |
| 4               | Чіканчі Алла Анатоліївна       | 03.11.2010            | вища    | позапартійна           | Виноградівська загальноосвітня школа І-ІІІ ст., вчитель                |
| 6               | Саввова Катерина Андріївна     | 03.11.2010            | вища    | член Партії регіонів   | Виноградівська сільська рада, спеціаліст                               |
| 7               | Бузаджи Світлана Степанівна    | 03.11.2010            | середня | позапартійна           | Виноградівська загальноосвітня школа І-ІІІ ст., кухар                  |
| 8               | Каражеляскова Ганна Георгіївна | 03.11.2010            | вища    | позапартійна           | Виноградівський будинок культури, директор                             |
| 9               | Тьян Ірина Михайлівна          | 03.11.2010            | середня | позапартійна           | Тарутинська районна санітарно-епідеміологічна станція, помічник лікаря |
| 10              | Желяскова Алла Христофорівна   | 03.11.2010            | вища    | позапартійна           | Виноградівська загальноосвітня школа І-ІІІ ст., вихователь             |
| 11              | Попаз Любов Василівна          | 03.11.2010            | вища    | позапартійна           | Виноградівська сільська рада, землевпорядник                           |
| 12              | Куруч Тетяна Іванівна          | 03.11.2010            | вища    | позапартійна           | Виноградівська загальноосвітня школа І-ІІІ ст., директор               |
| 13              | Кула Степанида Олександрівна   | 03.11.2010            | вища    | позапартійна           | Виноградівська сільська рада, секретар                                 |
| 14              | Карпова Домнікія Семенівна     | 03.11.2010            | вища    | позапартійна           | Виноградівська сільська бібліотека, завідувачка                        |
| 15              | Чиканчи Леся Іванівна          | 03.11.2010            | вища    | позапартійна           | Виноградівська сільська рада, головний бухгалтер                       |
| 16              | Козман Василь Васильович       | 03.11.2010            | вища    | позапартійний          | фермерське господарство «Світоч», керівник                             |
| 17              | Стоянов Олександр Миколайович  | 03.11.2010            | вища    | позапартійний          | тимчасово не працює                                                    |
| 18              | Попаз Степан Васильович        | 03.11.2010            | вища    | позапартійний          | фермерське господарство «Попаз», керівник                              |
| 19              | Попас Дмитро Степанович        | 03.11.2010            | вища    | позапартійний          | тимчасово не працює                                                    |
| 20              | Кула Марія Афанасіївна         | 03.11.2010            | вища    | позапартійна           | управління поштового зв'язку, спеціаліст                               |
| Самовисування   |                                |                       |         |                        |                                                                        |
| 5               | Куруч Наталя Вікторівна        | 03.11.2010            | вища    | член Єдиного Центру    | СЖУ"Алькор", оператор комп'ютерного набору                             |